# 阿美利堅海灘 (佛羅里達州)
阿美利堅海灘（英語：American Beach）是位於美國佛羅里達州拿騷縣的一個非建制地區。該地的面積和人口皆未知。

## 地理
阿美利堅海灘的座標為30°34′24″N 81°26′46″W / 30.57333°N 81.44611°W，而該地的平均海拔高度為4米（即13英尺）。